# André Lamontagne (professeur)
Pour les articles homonymes, voir André Lamontagne.
André Lamontagne (né le 29 janvier 1961 à Québec au Canada) est un auteur canadien et un professeur au département d’études françaises, hispaniques et italiennes de l’Université de la Colombie-Britannique.

## Biographie
André Lamontagne est originaire de la ville de Québec. Professeur émérite, il a longtemps été directeur du Département d’études françaises, hispaniques et italiennes de l’Université de la Colombie-Britannique à Vancouver. Il a publié de nombreuses études sur la littérature québécoise et la poétique postmoderne, dont : Les mots des autres. La poétique intertextuelle des œuvres romanesques d’Hubert Aquin (PUL, 1992) et Le roman québécois contemporain : les voix sous les mots (Fides, 2004).
En 2006, il publie une première œuvre de fiction aux Éditions David, le recueil de nouvelles Le tribunal parallèle, livre finaliste au Prix des lecteurs de Radio-Canada 2007 et au Prix Émile-Ollivier 2008.  Puis, en 2010 paraît son premier roman : Dans la mémoire de Québec – Les fossoyeurs, suivi par Les escaliers (Éditions David, 2015).
Il a été l'un des membres fondateurs de la Société historique francophone de la Colombie-Britannique, et s'est impliqué comme vice-président de la Fédération des francophones de la Colombie-Britannique. Il a été récipiendaire de la Médaille du Gouverneur général pour la promotion de la langue française au Canada. Il a également été reçu comme Chevalier dans l’Ordre des palmes académiques par le gouvernement français pour ses contributions aux cultures francophones et à l'éducation en français.